# 大花悬钩子
大花悬钩子（学名：Rubus wardii）为蔷薇科悬钩子属的植物。分布于 锡金、缅甸北部以及中国大陆的云南、西藏等地，生长于海拔1,800米至3,000米的地区，多生在林缘、生杂木林中及山谷石砾地，目前尚未由人工引种栽培。